# Sanatorio

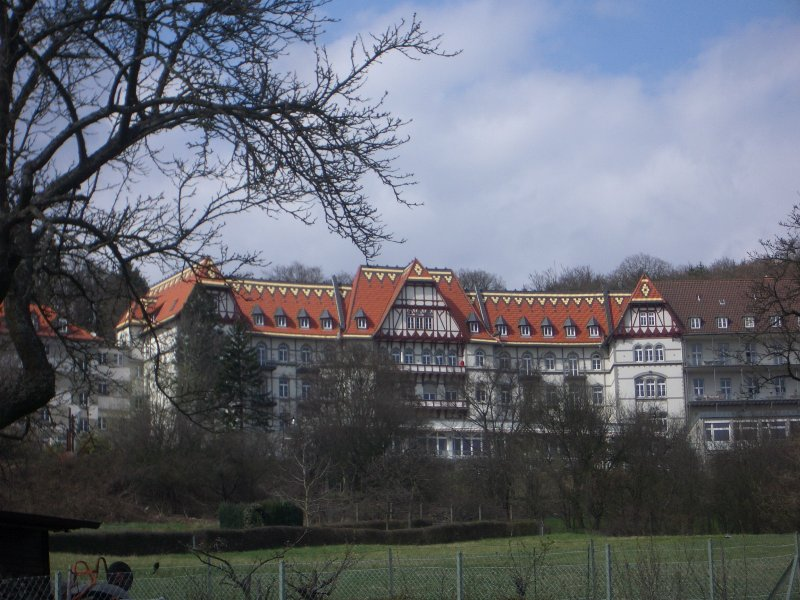
Antiguo sanatorio en Ruppertshein, cerca de Frankfurt.

Se llama sanatorio a un establecimiento destinado a la asistencia y curación de enfermos y convalecientes pero más especialmente de los tuberculosos, habiéndose construido tanto para personas ricas como para las clases populares.
En el siglo XIX, tras conocer el origen de la tuberculosis, comienzan a proliferar los sanatorios en Europa, mejorando su pronóstico y comenzando a cortar la cadena de transmisión. Boehmer y Dettweiller fundan los primeros sanatorios en Alemania. 
La base del tratamiento higiénico dietético que se empleaba en los sanatorios era la permanencia continua al aire libre tanto en invierno como en verano. En unos casos los enfermos paseaban por sitios cuidadosamente limpios de polvo y resguardados del viento, especialmente entre bosques de pinos. En otros, descansaban en sillas-camas en salas completamente abiertas, dispuestas ad hoc desde las primeras horas de la mañana hasta que cierra la noche. Durante esta, las ventanas permanecen abiertas o bien se renueva el aire mediante aparatos de ventilación sin que se suspenda este procedimiento a nos ser en las épocas más crudas del invierno. Representa asimismo papel importante la alimentación en que predominan los albuminoideos naturales (carne, huevos, leche) o bien los artificiales (plasmón, tropón, somatosa, purés, etc.) Completan el plan dietético la gimnasia, el masaje, los baños y la hidroterapia fría.

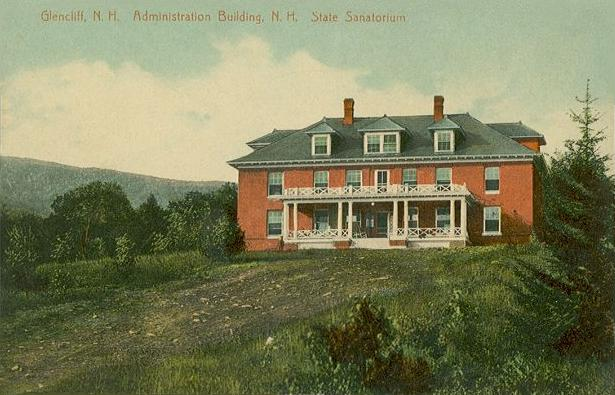
Sanatorio del Estado en Nueva Hampshire.

Para elegir el sitio del emplazamiento debía darse importancia a que estuviera resguardado de los vientos del Norte y del Este y en ciertas comarcas (Noroeste de Alemania), del Oeste por la interposición de bosque y montañas. Era preferible que los enfermos tuvieran la posibilidad de pasearse por terrenos secos, poblados de bosques de pinos. En las comarcas montañosas, debían escogerse sobre todo valles abiertos hacia el Sur y huir de puntos envueltos en nieblas así como terrenos húmedos. 
Los dos sexos debían estar rigurosamente separados y los enfermos instalados en un solo edificio en los establecimientos de poca importancia y en los de mayores dimensiones en pabellones separados por más de dos pisos. Los edificios de la administración, las habitaciones de los empleados y sobre todo la vaquería debían estar separados del edificio de los enfermos. En estos, los locales destinados a dormitorios serían distintos a los ocupados por los enfermos durante el día. Las paredes debían ser tan impermeables como fuera posible y fáciles de lavar. Era preferible la calefacción central a las estufas a causa de la producción de polvo que acompaña a estas últimas.
El modo de funcionar de los sanatorios debía estar sometido a un médico en jefe como en un lazareto militar. Además, debía haber un médico ayudante para cada cincuenta enfermos.

## Sanatorios en Uruguay
En Uruguay existen grandes asociaciones mutuales, que denominan al conjunto de servicios médicos como sanatorio. En este caso, el sanatorio es el edificio donde por lo general se nuclean: dpto de archivo médico, urgencia/emergencia, policlínicas, banco de sangre, cocina, lavadero, farmacia de atención al público e interna, centro de materiales, RX, tomógrafo, laboratorio, unidad de cuidados intermedios e intensivos pediátrico y de adultos, y por piso las áreas correspondientes a: traumatología, medicina general, cardiología, cirugía general, entre otros.
Esas áreas a su vez se dividen en salas comunes o VIP, conteniendo a su vez una tisanería adonde la cocina deriva la alimentación por horas para los pacientes, un sector de limpieza, un economato correspondiente al piso donde se aloja el material solicitado al centro de materiales y uno de farmacia, ambos para utilización tanto de médicos, como de enfermeros. 
Asimismo en estos edificios o en edificio anexo se pueden encontrar la dirección técnica, legal, contable y dpto. de enfermería.
Las asociaciones más reconocidas en Uruguay y que cuentan con sanatorios son: el Sindicato Médico del Uruguay y la Asociación Española Primera de Socorros Mutuos, ambas con una gran infraestructura edilicia compuesta por varios edificios sanatoriales y administrativos; el Sanatorio Americano, el Círculo Católico de Obreros del Uruguay (con sus sanatorios Juan P. Lenguas y Juan Pablo II (ex Larghero)), la Médica Uruguaya, SMI (ex IMPASA) entre otros, situados en Montevideo. En Punta del Este, Dpto. de Maldonado, se encuentran el Sanatorio Mautone y el Cantegril.

## Unión Soviética

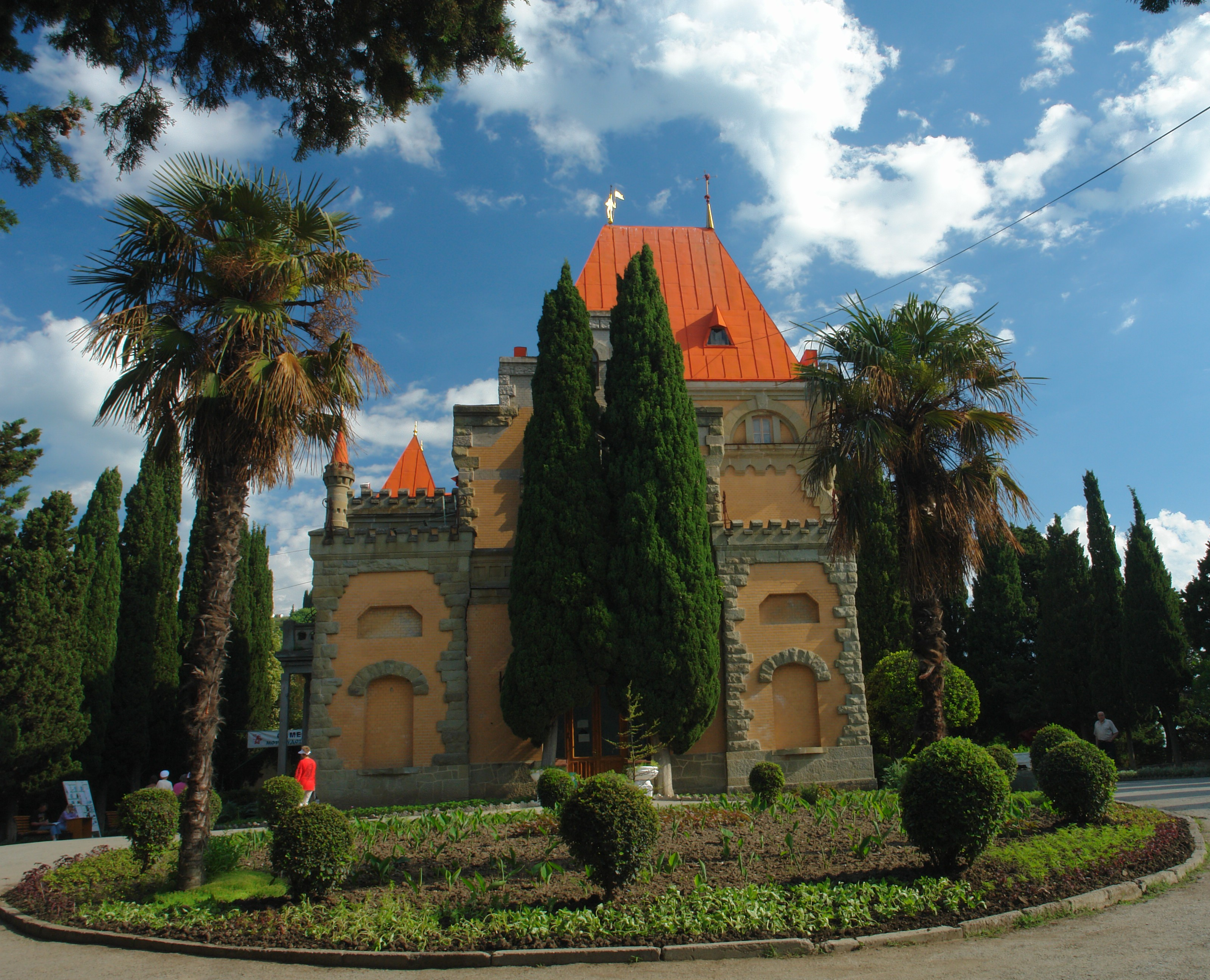
Palacio de la princesa Anastasia Gagarina — ahora el centro administrativo del sanatorio "Utyos", ubicado en la ciudad costera de Utyos en Crimea.

En Rusia, Ucrania y otras antiguas repúblicas de la Unión Soviética, el término sanatorio se utiliza generalmente para una combinación de centro turístico/recreativo y un centro médico para proporcionar descanso a corto plazo y servicios médicos. Es similar a los balnearios pero con servicios médicos.
Por otro lado, para la mayoría de los eslavos, incluidos los rusos, ucranianos, checos y otros grupos étnicos, sanatorio significa sobre todo un tipo de hotel con instalaciones de balneario y varios servicios disponibles (como masajes, piscinas, saunas, aromaterapia, oxigenoterapia, etc.) no cubiertos por el seguro médico. Se trata sobre todo, sin ninguna doble connotación, de un balneario en el que personas relativamente sanas pueden descansar y recuperarse durante unas vacaciones de trabajo normales. Por ejemplo, el Sanatorium Astória y otros situados en Karlovy Vary (República Checa), o el Hotel Sanatorio de Ginebra (Ucrania), sirven para este fin. Por lo general, en este caso no se requiere una prescripción médica. Sin embargo, hay un médico de cabecera y se recomienda a los huéspedes comprobar su estado de salud al principio y al final de su estancia.
Los sanatorios empezaron a cobrar importancia en la URSS a principios de la década de 1920, con la introducción del Código Laboral de la República Socialista Federativa Soviética de Rusia, que establecía recomendaciones y normas básicas para los trabajadores en Rusia (los distintos códigos laborales de las repúblicas soviéticas se normalizarían posteriormente en 1970). Este Código de Trabajo garantizaba al menos dos semanas de vacaciones anuales para todos los trabajadores, recomendando que se pase en un sanatorio por razones de salud. En 1990, los sanatorios de la URSS podían albergar hasta 50.000 huéspedes a la vez. Después de la disolución de la Unión Soviética, muchos sanatorios se deterioraron y algunos se convirtieron en campos de refugiados, pero todavía funcionan varios sanatorios en las antiguas repúblicas. El lago Issyk-Kul en Kirguistán era conocido por sus sanatorios, algunos de los cuales han sido reformados.